# Carpococcyx
Carpococcyx es un género de aves cuculiformes de la familia Cuculidae, conocidas vulgarmente como cucos terrestres. Se distribuyen por el sudeste asiático, Sumatra y Borneo.

## Especies
El género Carpococcyx incluye tres especies:
- Carpococcyx viridis
- Carpococcyx radiatus
- Carpococcyx renauldi